# Groupe plurinational Sumar au Congrès des députés
 (mars 2025).
Le groupe parlementaire plurinational Sumar (en espagnol : Grupo Parlamentario Plurinacional Sumar), abrégé en GPP-SMR est un groupe parlementaire espagnol de gauche constitué au Congrès des députés, chambre basse des Cortes Generales.

## Historique

### Effectifs
| Dénomination        | Législature | Années                 | Représentation | Porte-parole                                      |
| ------------------- | ----------- | ---------------------- | -------------- | ------------------------------------------------- |
| Plurinational Sumar | XVe         | août 2023-déc. 2023    | 31 / 350       | Marta Lois Íñigo Errejón vacant Verónica Martínez |
| Plurinational Sumar | XVe         | déc. 2023-janv. 2024   | 26 / 350       | Marta Lois Íñigo Errejón vacant Verónica Martínez |
| Plurinational Sumar | XVe         | janv. 2024-juill. 2025 | 27 / 350       | Marta Lois Íñigo Errejón vacant Verónica Martínez |
| Plurinational Sumar | XVe         | Depuis juill. 2025     | 26 / 350       | Marta Lois Íñigo Errejón vacant Verónica Martínez |

### Porte-parole
| Début            | Fin              | Porte-parole      |
| ---------------- | ---------------- | ----------------- |
| 17 août 2023     | 1er février 2024 | Marta Lois        |
| 1er février 2024 | 24 octobre 2024  | Íñigo Errejón     |
| 13 novembre 2024 | en fonction      | Verónica Martínez |